# Filiates
Filiates (gr. Φιλιάτες) – miejscowość w Grecji, w administracji zdecentralizowanej Epir-Macedonia Zachodnia, w regionie Epir, w jednostce regionalnej Tesprotia. Siedziba gminy Filiates. W 2011 roku liczyła 2512 mieszkańców.